# Campeonato de Apertura de la Segunda División de Chile 1970
El Campeonato de Apertura de la Segunda División de Chile 1970 o Copa Isidro Corbinos 1970 fue la 2.ª edición del torneo de copa entre clubes de la Segunda División de Chile, correspondiente a la temporada 1970.
Su organización estuvo a cargo de la Asociación Central de Fútbol (ACF) y contó con la participación de 14 equipos.
El campeón fue San Antonio Unido que, por un marcador global de 5-2 ante Coquimbo Unido en la final, se adjudicó su primer título del Campeonato de Apertura de la Segunda División de Chile.

## Equipos participantes
| Equipo                | Ciudad                              |
| --------------------- | ----------------------------------- |
| Coquimbo Unido        | Coquimbo                            |
| Badminton de Curicó   | Curicó                              |
| Deportes Colchagua    | San Fernando                        |
| Deportes Ovalle       | Ovalle                              |
| Ferroviarios          | Estación Central, Santiago de Chile |
| Iberia                | Los Ángeles                         |
| Lister Rossel         | Linares                             |
| Municipal de Santiago | Santiago de Chile                   |
| Naval                 | Talcahuano                          |
| Ñublense              | Chillán                             |
| San Antonio Unido     | San Antonio                         |
| San Luis              | Quillota                            |
| Santiago Morning      | Recoleta, Santiago de Chile         |
| Unión San Felipe      | San Felipe                          |

## Final

### Ida
| 12 de julio de 1970 | San Antonio Unido                               | 4:0 (2:0) | Coquimbo Unido | Municipal, San Antonio   |                          |
|                     | Vásquez 17', 89' · Santibáñez 38' · Hidalgo 58' |           |                | Árbitro(s): José Alarcón | Árbitro(s): José Alarcón |

### Vuelta
| 18 de julio de 1970 | Coquimbo Unido         | 2:1 (0:1) | San Antonio Unido | Municipal, Coquimbo       |                           |
|                     | Vargas 60', 90' (pen.) |           | 25' Vásquez       | Árbitro(s): Walter Krauss | Árbitro(s): Walter Krauss |

## Campeón
Como campeón del Campeonato de Apertura de la Segunda División de Chile 1969, San Antonio Unido se adjudicó la Copa Isidro Corbinos.
| Chile                       |
| San Antonio Unido 1º título |